# Izata
Izata ist eine Ortschaft im Departamento Cochabamba im südamerikanischen Anden-Staat Bolivien.

## Lage im Nahraum
Izata ist zentraler Ort des Kanton Izata im Municipio Tarata in der Provinz Esteban Arce. Die Ortschaft liegt auf einer Höhe von 3210 m zwischen dem Tal des Río Caine im Südwesten und der fruchtbaren Hochebene des Valle Alto von Cochabamba im Norden.

## Geographie
Izata liegt in der bolivianischen Cordillera Central im Übergangsbereich zum bolivianischen Tiefland. Das Klima der Region ist ein typisches Tageszeitenklima, bei dem die mittlere Temperaturschwankung im Tagesverlauf deutlicher ausfällt als im Verlauf der Jahreszeiten.
Die mittlere Durchschnittstemperatur der Region liegt bei etwa 14 bis 15 °C (siehe Klimadiagramm Arampampa) und schwankt nur unwesentlich zwischen knapp 11 °C im Juni und Juli und knapp 17 °C im November und Dezember. Der Jahresniederschlag beträgt gut 500 mm und weist eine ausgeprägte Trockenzeit von April bis Oktober mit Monatsniederschlägen von 0 bis 20 mm auf, nur in der kurzen Feuchtezeit von Januar bis Februar fallen 100 bis 140 mm Monatsniederschlag.

## Verkehrsnetz
Izata liegt verkehrsmäßig abgelegen in einer Entfernung von 60 Straßenkilometern südlich der Großstadt Cochabamba, der Hauptstadt des Departamentos.
Von Izata aus führt eine Straßenverbindung in südwestlicher Richtung siebzehn Kilometer bis zur Mündung des Río Chincari in das tief eingeschnittene Tal des Río Caine, der hier in südöstlicher Richtung ins bolivianische Tiefland fließt, und von dort auf weiteren fünfzehn Kilometern zur Ortschaft Arampampa in der Nordost-Ecke des Departamento Potosí. Nach Norden hin ist Izata über die Stadt Tarata mit dem überregionalen Verkehrsnetz und der Ebene von Cochabamba verbunden.

## Bevölkerung
Die Einwohnerzahl der Ortschaft ist in den vergangenen beiden Jahrzehnten leicht angestiegen:
| Jahr | Einwohner | Quelle       |
| ---- | --------- | ------------ |
| 1992 | 109       | Volkszählung |
| 2001 | 161       | Volkszählung |
| 2010 | 121       | Volkszählung |
| 2024 |           | Volkszählung |

Die Region weist einen hohen Anteil an Quechua-Bevölkerung auf, im Municipio Tarata sprechen 91,7 Prozent der Bevölkerung die Quechua-Sprache.